# 三上作夫
三上 作夫（みかみ さくお、1907年（明治40年）5月25日 - 1996年（平成8年）7月24日）は、日本の海軍軍人、海上自衛官。最後の連合艦隊作戦参謀で、戦後は自衛艦隊司令官を務める。最終階級は日本海軍では海軍中佐、海自では海将。妻は今村信次郎海軍中将の娘。

## 来歴

### 略歴
広島県芦品郡宜山村（現・福山市駅家町）大橋出身。福山中学を経て海軍兵学校56期を卒業。同期生に高橋赫一、大谷藤之助、田辺弥八らがいる。三上は砲術学校高等科を修了した砲術専攻士官で駆逐艦の砲術長や戦艦日向の副砲長、砲術学校教官などを務めた。海軍大学校甲種37期を卒業。中島親孝、岡田貞外茂、藤村義一らが同期である。在校中に海軍少佐に進級し、第一水雷戦隊砲術参謀として太平洋戦争開戦を迎え、真珠湾攻撃などに参戦した。
1942年（昭和17年）3月、軍令部作戦部員（情報）となり、1944年（昭和19年）9月、連合艦隊作戦参謀、1945年（昭和20年）5月、海軍総隊参謀と作戦関係の配置を歴任し、ミッドウェー海戦、レイテ沖海戦、天一号作戦等に関与した。戦後は海上自衛隊に入隊し、護衛艦隊司令官、佐世保地方総監、自衛艦隊司令官などを務め、1965年（昭和40年）1月に退官した。

### レイテ沖海戦
レイテ沖海戦において、第二艦隊司令長官・栗田健男からの反転電に対し、「天佑ヲ確信シ、全軍突撃セヨ」の電文を起案したのは三上である。三上は同海戦について「戦力がない日本海軍の戦いとしては、相当のところまでよくやった」、「でき過ぎ」と語っている。

### 天号作戦
戦艦大和をはじめとする第二艦隊の沖縄特攻作戦決定に際しては、参謀長の草鹿龍之介とともに九州に出張中で関与していない。草鹿が「一億特攻の魁になっていただきたい」と述べ伊藤整一司令長官を説得した際に同行している。三上はほとんど成功の算がない作戦に責任を感じ、同行を申し出たが第二艦隊に拒否された。

## 年譜
- 1907年（明治40年）5月25日：生誕
- 1925年（大正14年） 

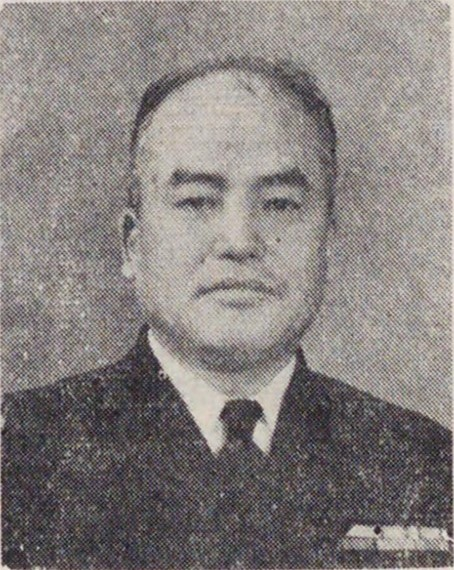
護衛艦隊司令官当時の三上作夫（1962年）

  - 3月：広島県立福山中学校（誠之館）卒業
  - 4月：海軍兵学校入校
- 1928年（昭和03年）3月：海軍兵学校卒業（第56期）、海軍少尉候補生
- 1929年（昭和04年）11月：海軍少尉任官
- 1931年（昭和06年）12月：海軍中尉に進級
- 1934年（昭和09年）11月：海軍大尉に進級
- 1935年（昭和10年）7月：海軍砲術学校高等科卒業、駆逐艦「睦月」砲術長
- 1936年（昭和11年）12月：駆逐艦「子日」砲術長
- 1937年（昭和12年）12月1日：海軍砲術学校教官兼分隊長[4]
- 1938年（昭和13年）12月15日：海軍大学校入校[5]
- 1939年（昭和14年）11月15日：海軍少佐に進級[6]
- 1940年（昭和15年）
  - 4月24日：海軍大学校卒業（甲種37期）、戦艦「日向」副砲長兼分隊長[7]
  - 11月15日：第一水雷戦隊参謀[8]
- 1942年（昭和17年）
  - 2月1日：軍令部出仕[9]
  - 3月2日：軍令部第1部第1課部員[10]
- 1944年（昭和19年）
  - 5月1日：海軍中佐に進級[11]
  - 9月25日：連合艦隊参謀[12]
- 1945年（昭和20年）
  - 4月25日：兼補海軍総隊参謀[13]
  - 5月1日：海軍総隊参謀兼連合艦隊参謀[14]
  - 8月15日：終戦
  - 9月7日：佐世保鎮守府参謀[15]
  - 11月30日：予備役に編入[16]
  - 12月1日：第二復員大臣官房史実調査部部員[17]
- 1952年（昭和27年）5月1日：海上警備隊に入隊（1等海上警備正）、横須賀地方監部勤務[18]
- 1953年（昭和28年）
  - 1月14日：第1船隊司令
  - 10月16日：第二幕僚監部警備部警備課長
- 1954年（昭和29年）7月19日：統合幕僚会議事務局第三班長
- 1955年（昭和30年）11月16日：海将補に昇任
- 1957年（昭和32年）8月1日：第2護衛隊群司令
- 1958年（昭和33年）10月1日：海上幕僚監部防衛部長
- 1961年（昭和36年）
  - 2月1日：練習隊群司令（6月12日：練習艦隊司令官に職名変更）
  - 7月1日：海将に昇任
  - 9月1日：初代護衛艦隊司令官
- 1962年（昭和37年）7月16日：第7代 佐世保地方総監
- 1963年（昭和38年）7月1日：第9代 自衛艦隊司令官
- 1965年（昭和40年）1月1日：退官。三菱電機株式会社顧問
- 1977年（昭和52年）11月3日：勲二等瑞宝章受章[19]
- 1996年（平成08年）7月24日：脳梗塞のため逝去（享年89）、叙・正四位[20]

## 栄典
- 勲二等瑞宝章 - 1977年（昭和52年）11月3日